# Сарыяз
Сарыяз (баш. Һарыяҙ) — река в России, протекает по Башкортостану. Устье реки находится в 0,7 км по левому берегу реки Куваш. Длина реки составляет 24 км.
Берёт начало у села Крещенка и течёт через Кызыл-Байрак, Ишкарово, Саиткулово, Верхнеалькашево, Нижнеалькашево, Старобалтачево.

## Данные водного реестра
По данным государственного водного реестра России относится к Камскому бассейновому округу, водохозяйственный участок реки — Белая от города Бирск и до устья, речной подбассейн реки — Белая. Речной бассейн реки — Кама.
Код объекта в государственном водном реестре — 10010201612111100025650.